# U-29号潜艇 (1913年)
陛下之29号潜艇是德意志帝国海军建造的一艘潜艇或称U艇。它由但泽的帝国船厂承建，于1913年10月11日下水，至1914年8月1日交付使用。U-29号是在第一次世界大战海战期间服役的329艘德国潜艇之一，并参加了大西洋潜艇战役。在其仅有的一次巡逻中，共击沉了4艘协约国或中立国容积总吨为12934吨的商船，并击伤了2艘4317总吨的商船。1915年3月18日，U-29号在彭特兰海峡遭英国战列舰无畏号撞沉。

## 历史
U-29号是由德意志帝国海军于1912年2月19日向但泽的帝国船厂订购。它于1913年10月11日下水，至1914年8月1日在首任艇长、海军上尉威廉·普兰格的指挥下正式入役。1915年2月16日，其艇长一职由海军上尉奥托·韦迪根接任。
1915年3月10日，U-29号在韦迪根的指挥下从泽布吕赫出航，执行首次巡逻任务。在接下来的几天里，它抵达爱尔兰海的行动地点，并相继击沉了英国轮船海岬号、安达卢西亚号、印度城号和法国轮船奥古斯特·孔塞伊号。英国轮船阿登文号和亚特兰大号则被严重击伤。3月18日，在返回苏格兰的途中，U-29号在彭特兰海峡以东（不列颠岛和奥克尼群岛之间）遭遇了正在驶回斯卡帕湾海军基地的大舰队。在攻击英国战列舰尼普顿号未果之后，U-29号的潜望镜暴露在了另一艘战列舰无畏号面前，韦迪根虽马上下潜但已来不及。下午1:40左右，无畏号对德艇实施撞击，致使后者艇身断为两截，且艏部一度浮出水面，从而明确了其舷号。U-29号随即沉没，韦迪根及其所有船员全数葬身大海。这是无畏号在第一次世界大战期间唯一的作战行动。

## 袭击历史摘要
| 日期          | 船名              | 船籍 | 吨位 | 结局 |
| ------------- | ----------------- | ---- | ---- | ---- |
| 1915年3月11日 | 阿登文号          | 英国 | 3798 | 击伤 |
| 1915年3月11日 | 奥古斯特·孔塞伊号 | 法國 | 2952 | 击沉 |
| 1915年3月12日 | 安达卢西亚号      | 英国 | 2349 | 击沉 |
| 1915年3月12日 | 海岬号            | 英国 | 2988 | 击沉 |
| 1915年3月12日 | 印度城号          | 英国 | 4645 | 击沉 |
| 1915年3月14日 | 亚特兰大号        | 英国 | 519  | 击伤 |

## 脚注
1. 1 2  Gröner，第6–7頁.
2. ↑  .   [2021-06-17]. （原始内容存档于2014-06-27）.
3. ↑  Helgason, Guðmundur. . German and Austrian U-boats of World War I - Kaiserliche Marine - Uboat.net.   [22 December 2014].